# Апниа
Апниа (груз. აფნია) — село в Грузии, на территории Ахалкалакского муниципалитета края (мхаре) Самцхе-Джавахети.

## География
Село находится в южной части Грузии, на правом берегу реки Куры, на расстоянии приблизительно 17 километров (по прямой) к западо-юго-западу от города Ахалкалаки, административного центра муниципалитета. Абсолютная высота — 1729 метров над уровнем моря.

## Население
По результатам официальной переписи населения 2014 года, в Апнии проживало 160 человек (85 мужчин и 75 женщин). В национальной структуре населения грузины составляли 100 %.
| Год  | Население, человек |
| ---- | ------------------ |
| 2002 | 111                |
| 2014 | ↗ 160              |